# Stenothemus expansus
Stenothemus expansus es una especie de coleóptero de la familia Cantharidae.

## Distribución geográfica
Habita en la India.